# Khyenrab Norbu
Pour les articles homonymes, voir Norbu.
Cette page contient des caractères tibétains. En cas de problème, consultez Aide:Unicode ou testez votre navigateur.
Khyenrab Norbu (tibétain : མཁྱེན་རབ་ནོར་བུ།, Wylie : mkhyen rab nor bu ; chinois : 钦绕诺布 ; pinyin : qīnrào nuòbù), né en 1882,, à Tsetang, et mort le 24 décembre 1962 à Lhassa), est un moine, astrologue et médecin tibétain qui fut directeur du Collège médical de Chakpori, du Mentsikhang (ou Men-Tsee-Khang) et médecin personnel de Thubten Gyatso, 13e dalaï-lama (Lhamenpa) de 1918 à 1932.

## Vie
Il est l'un des deux enfants, et le fils cadet de Trang Golèp, un célèbre astrologue et de sa femme Yangtchèn, habitant Tséthang.
Khyenrab Norbu est né à Tsetang au Tibet en 1882. Il rejoint le monastère de Ngachoe (Nagtcheu) où il se fit remarquer pour sa bonté et son intelligence. En ce lieu, il est marqué par les abricotiers proches de la rivière, au point d'en faire planter de nombreux dans les jardins du Men-Tsee-Khang et de Bar Lougoug (Bha-ra-Lhu-go) quand il devint médecin du 13e dalaï-lama.
Il apprend la médecine au Collège médical de Chakpori à Lhassa.
Il étudie le Gyü-Zhi et le Baidurya Ngonpo et a pour enseignants Tekhang Jampa Thupwang, Tulkou Jamyang Norbu, Drépung Khangsar Rinpoché et Jamyang Khyentsé. Il étudia les fondements du Lapis-lazuli blanc, les horoscopes et les calculs astrologiques avec Rongtsa Chachung Lobsang Damcheu Gyatso.
Il apprend le sanskrit du guéshé mongol Gadenpa et reçut un enseignement sur la philosophie d'Amdo Geshe Jampal Rolwé Lodrö,.
En 1908, il apporte son aide pour lutter contre la propagation une grave épidémie qui toucha Lhassa. En 1912, il est nommé médecin au monastère de Drepung où il rédige des ouvrages d'astrologie et de médecine.
En 1913, il accompagne le premier ministre tibétain Paljor Dorje Shatra en Inde lors des pourparlers de la Convention de Simla, y fut interviewé par des médecins britanniques, photographié, et acquit une réputation.
Fin 1914, lors d'un séjour à Drépung, le 13e dalaï-lama lui demande de se rendre au Sikkim pour y soigner le roi Sidkéong Tulku Namgyal souffrant d'un mal étrange. Khyenrab Norbu se basant sur des calculs astrologiques annonce que le souverain sera mort avant son arrivée, mais le dalaï-lama lui enjoint de se hâter. En chemin, à Nagartsé, il apprend la mort du roi.
En 1916, le 13e dalaï-lama le nomme directeur du Collège médical de Chakpori et du Men-Tsee-Khang.
En 1918, il est nommé médecin du dalaï-lama (Lhamènpa), succédant à Jabukpa Damcho Palden.
En 1920-21, il est formé à la mise en place de la vaccination antivariolique par le Dr Robert S. Kennedy. L'année suivante, l'armée tibétaine à Gyantsé est vaccinée dans ce qui correspondrait à la première initiative biomédicale d'État au Tibet.
Dans les années 1930, Khyenrab Norbu restaure un temple fondé par Thangtong Gyalpo  qui sera détruit sous la révolution culturelle et dont la reconstruction débute dans les années 1980.
En 1932 (8e mois de l'année singe-d'eau), à la demande du dalaï-lama souffrant d'un profond chagrin et de lassitude, il est muté à Nagtcheu, à Tsetang, où il est démis de ses fonctions de Lhamènpa, mais demeure administrateur du Men-Tsee-Khang. Un an plus tard, à la mort du dalaï-lama, il comprend que ce dernier l'avait éloigné afin de le préserver de tout soupçon qui ne manquerait pas de suivre son décès survenu alors qu'il avait 57 ans.
Le Dr Lobsang Wangyal fut son élève et assistant. Durant la révolution culturelle, Norbu usa de son influence pour s'assurer qu'il soit mieux traité.
En 1961, il est nommé directeur de l'Hôpital de médecine tibétaine de Lhassa (拉萨市藏医医院),la même année, il devient membre du comité national de la Conférence consultative politique du peuple chinois(全国政协委员),.
Des médecins tibétains célèbres comme Jamyang Tashi Tsona, Tenzin Choedrak, Lobsang Wangyal, Yeshi Dhonden et Jampa Thinley furent ses élèves.
Yangchen Lhamo (1907-1973), aussi appelée Dr Kando Yanga, fut une élève à qui il enseigna notamment le traitement de la cataracte.
Il fut disciple de Dagpo Lama Rinpoché puis de Pabongka Rinpoché. Dagpo Lama Rinpoché lui révéla qu'il était la réincarnation de Darmo Menrampa, le médecin du 5e dalaï-lama. Dans les années 1940 et 1950, il accueillait volontiers le successeur de son maître, Dagpo Rinpoché, et Thoupten Phuntshog quand ces derniers allaient à Lhassa.
Il est décédé à Lhassa le 28e jour du 10e mois de l'année tibétaine du tigre d'eau (1962),.

## Œuvres
- Description sur les illustrations du RCTA Tantra (Tib: gsorig-rgya-tso-nyingpo; Eng: Essences from the Ocean of Medical Healing)
- Livre sur les plantes médicinales (Tib: Ngotsar-sergyi-nyema; Eng: Wonderful Golden Hair)
- Livre sur l'usage des médecines (Tib: Man-byor-nuspa-phyogdus; Eng: Condensation of the Effects of the Medicine;
- Livre sur l'usage des médecines (Tib: Duetsi-'bumsang; Eng: One Hundred Thousand Good Nectars)
- Livre sur l'astrologie (Tib: Rigden-nyingthig; Eng: Endowment of Knowledge of the Heart-Drop)